# Bruderschaft Unserer Lieben Frau (Bern)

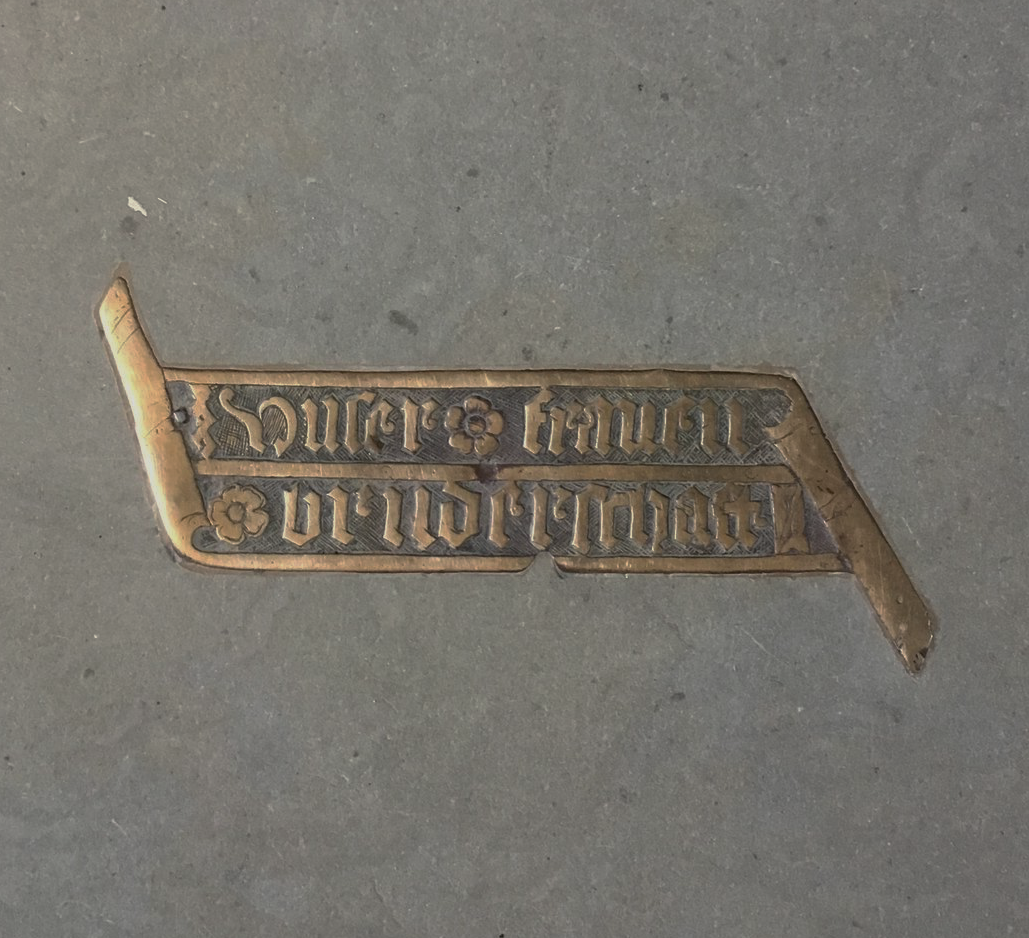
Berner Münster, Bronzerelief unser frauen / bruderschaft (um 1500)

Die Bruderschaft Unserer Lieben Frau war eine bereits im 15. Jahrhundert bestehende und 1528 aufgelöste Laienbruderschaft der Stadt Bern.

## Geschichte
Die Bruderschaft wurde im Jahr 1473 von der Spitalkirche Heiliggeist in die Leutkirche (Münster) verlegt. Hier wurde die Kapelle zunächst im Portal zwischen der Diesbach- und Brügglerkapelle errichtet, jedoch 1500 an Jakob Lombach verkauft. Die Bruderschaft verlegte darauf ihren Altar in den Vorraum der St. Antonskapelle.
Belegt als Mitglieder sind der Chorherr Markus Aeschler, Verena von Bonstetten, Ludwig von Erlach, Herr zu Spiez, der Ratsherr Georg Freiburger, Dorothea Graf, Clara Hetzel von Lindach, Hans Rudolf Hofmeister, der Chorherr und Kantor Martin Lädrach, Anna Mutter, Ratsherr Peter Roggli, Ludwig Ross, Altvenner Gilgian Schöni, eine Frau Studer, Catharina Subinger, Hans von Viffers und der Glasmaler Urs Werder.